# Dendropaemon smaragdinus
Dendropaemon smaragdinus är en skalbaggsart som beskrevs av Waterhouse 1891. Dendropaemon smaragdinus ingår i släktet Dendropaemon och familjen bladhorningar. Inga underarter finns listade i Catalogue of Life.